# Alydidae
Alydidae Amyot & Serville, 1843, è una famiglia di insetti eterotteri pentatomomorfi dell'ordine Rhynchota, superfamiglia Coreoidea, diffusa in tutto il mondo.

## Descrizione
Gli Alydidae sono generalmente rappresentati da un corpo snello, di forma oblunga, con appendici allungate e con tegumento dai colori scuri. È frequente il mimetismo batesiano, con l'imitazione, nelle forme e nelle colorazioni, di Imenotteri predatori quali le vespe e, nel caso degli stadi preimmaginali, le formiche.
Il capo è grande, isodiametrico, largo quanto il protorace, provvisto di ocelli e con antenne e rostro composti da quattro segmenti.
Il torace mostra il pronoto subtrapezoidale, con il margine posteriore largo quanto il capo o poco più e con mesoscutello relativamente piccolo e nettamente più stretto. Le emielitre hanno la membrana percorsa da una fitta nervatura. L'addome è provvisto di tricobotri negli uriti III-VII in posizione laterale o ventrale.

## Biologia
Gli Alydidae sono insetti fitofagi che si nutrono a spese di organi epigei o di semi. È stata riscontrata una certa specializzazione tassonomica all'interno della famiglia, per cui alcuni Alididi si nutrono generalmente a spese di Leguminose e altri a spese di Graminacee. La letteratura cita anche casi di danno alle specie agrarie, come nel caso di Leptocorisa acuta, che si rivela un fitofago dannoso al riso, causando anche perdite dell'intero raccolto, o di Riptortus linearis, occasionalmente dannoso alla soia.

## Distribuzione e habitat
La famiglia è cosmopolita, con una larga diffusione in tutto il mondo, ma la maggior parte delle specie si rinviene nelle regioni tropicali e subtropicali.

## Sistematica
La famiglia comprende circa 250 specie distribuite in oltre 40 generi. Gli schemi tassonomici trattati in letteratura fanno capo a due differenti interpretazioni.
La prima interpretazione, proposta da AHMAD (1965), ha riscosso un'ampia condivisione, fino agli anni novanta, dalla molti autori ed è tuttora adottata da alcune classificazioni. Tale classificazione suddivide la famiglia in tre sottofamiglie: 
- Alydinae
- Leptocorinae
- Microelytrinae

La seconda interpretazione fa capo ad una proposta di Schaefer (1965), successivamente suffragata dalle ricerche filogenetiche di Li & Zheng (1993) e sostituita da una revisione completa di Schaefer (1999).
Alla luce di tali acquisizioni la famiglia viene attualmente suddivisa in due sottofamiglie:

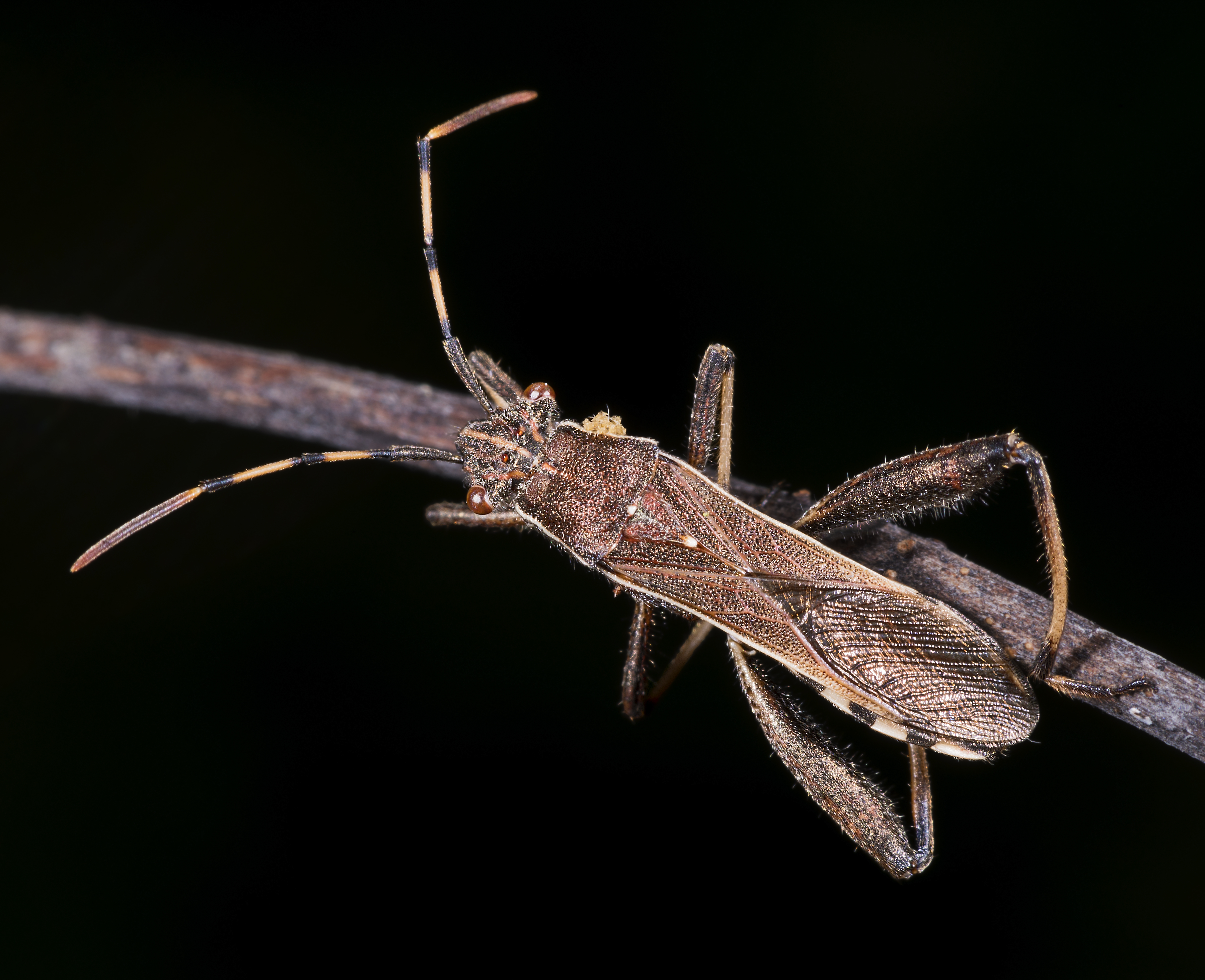
Camptopus lateralis

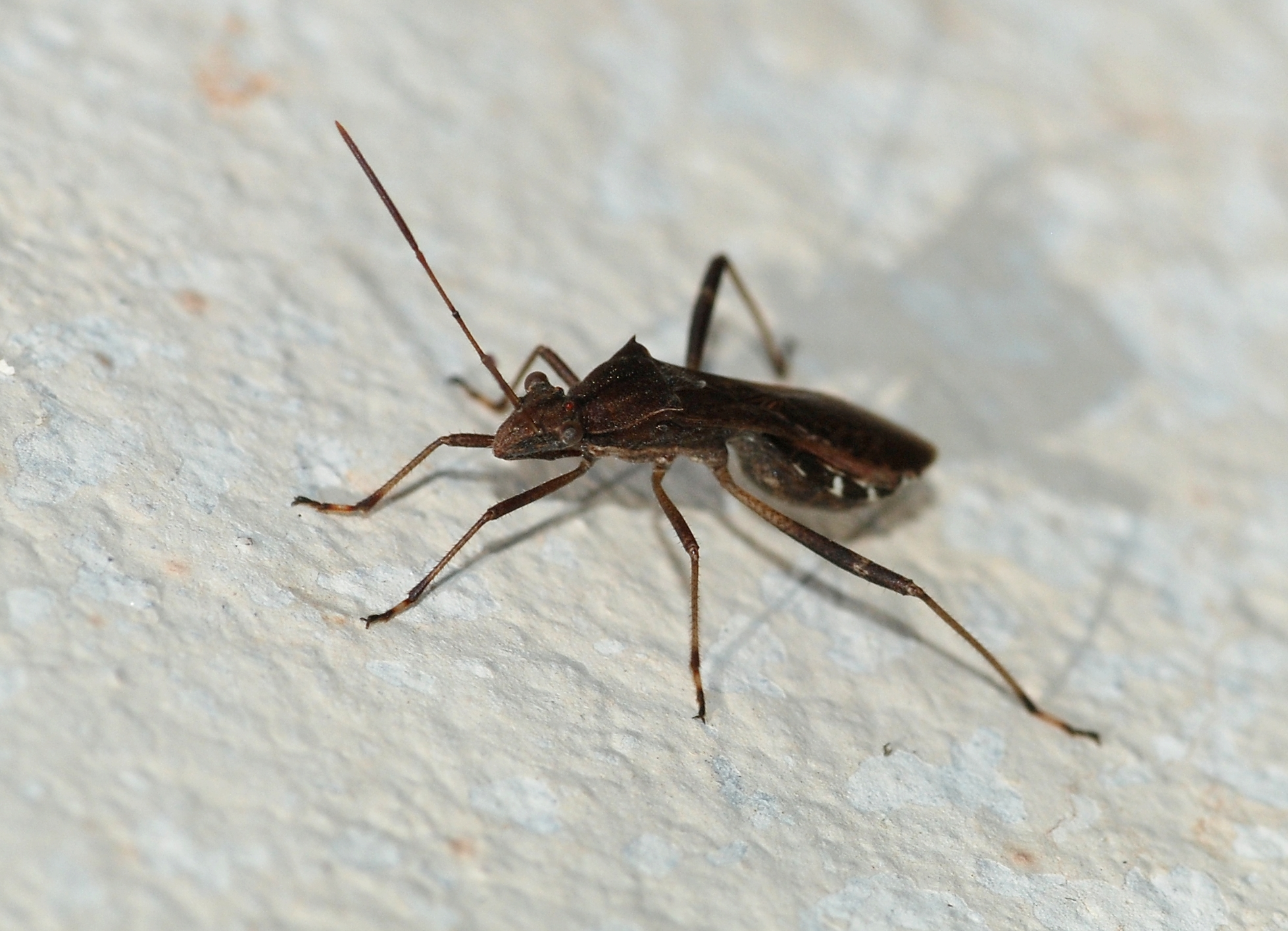
Neomegalotomus parvus

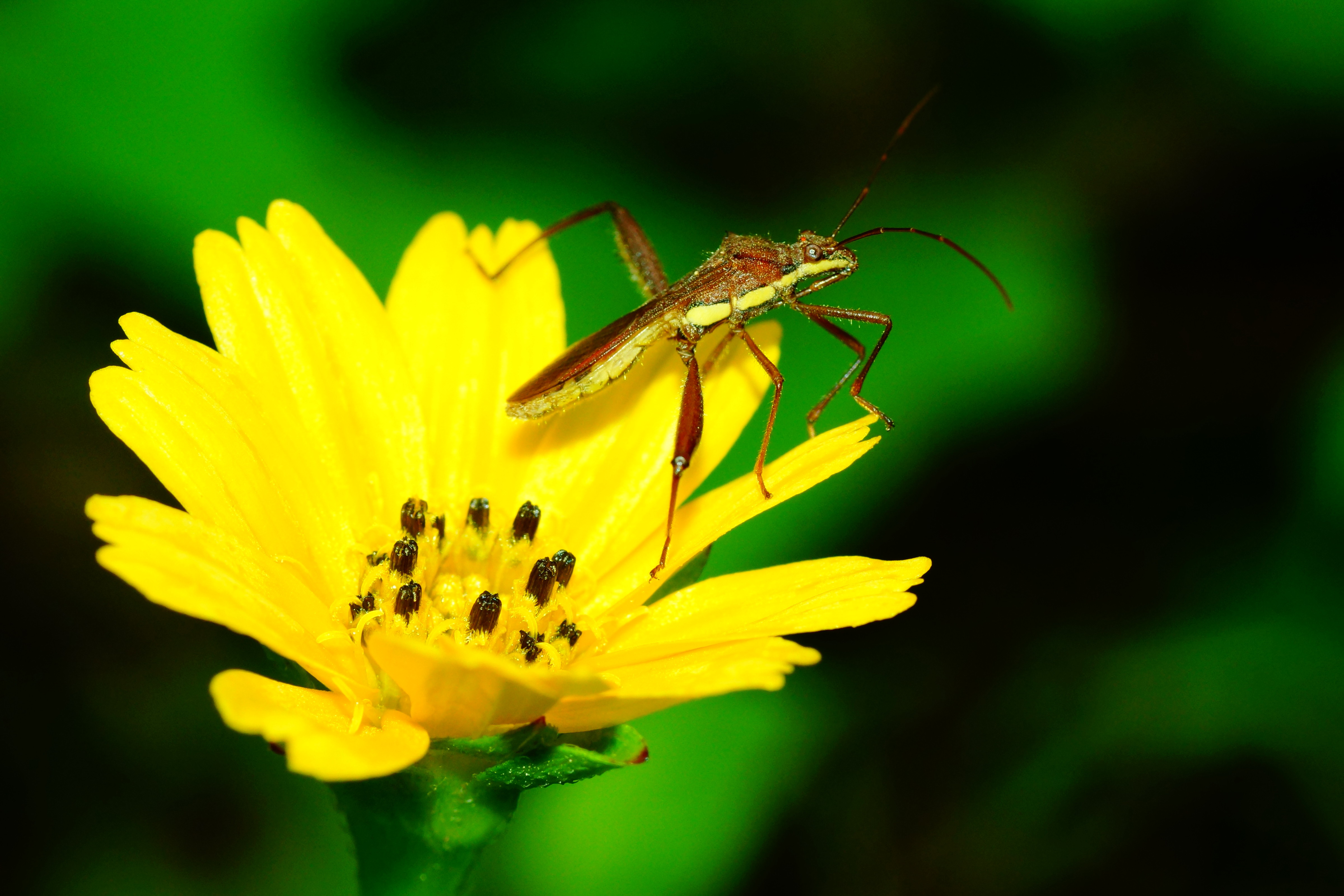
Riptortus linearis

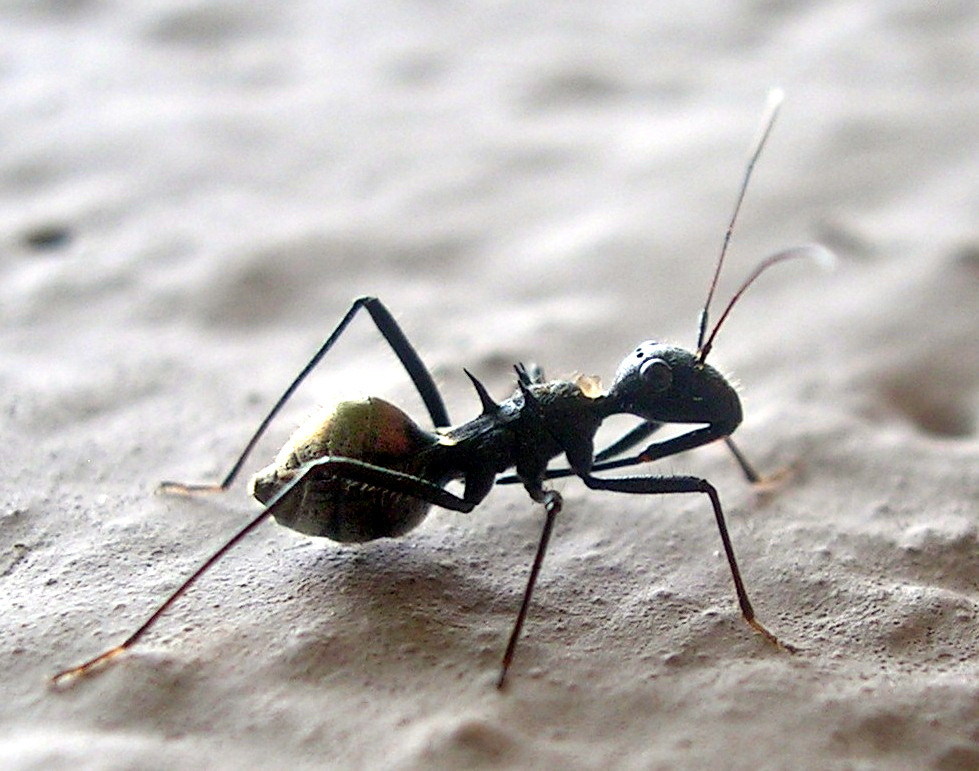
Dulichius inflatus

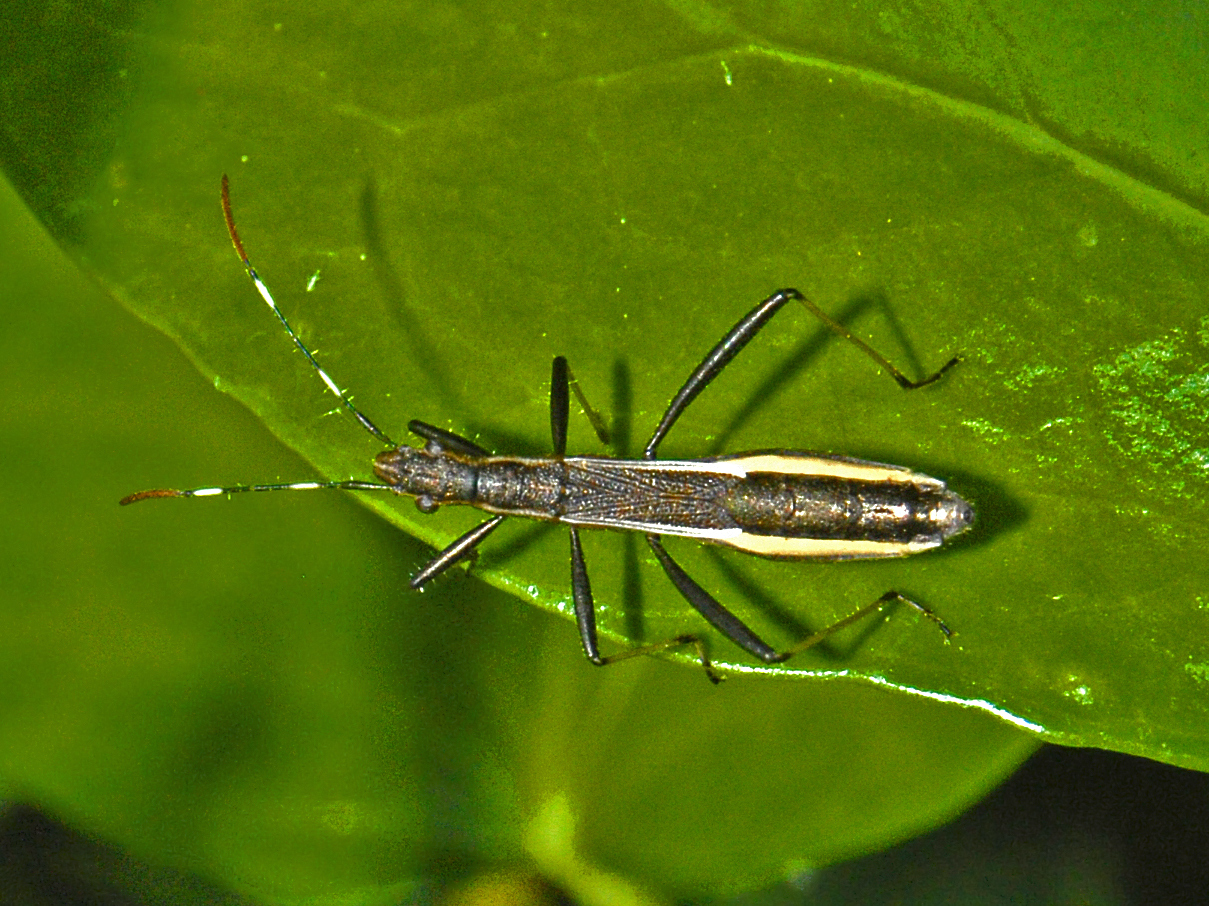
Micrelytra fossularum

- sottofamiglia Alydinae Amyot & Serville, 1843
  - Alydus Fabricius, 1803
  - Apidaurus Stål, 1870
  - Burtinus Stål, 1860
  - Camptopus Amyot & Serville, 1843
  - Daclera Signoret, 1863
  - Euthetus Dallas, 1852
  - Hamedius Stål, 1860
  - Heegeria Reuter, 1881
  - Hyalymenus Amyot & Serville, 1843
  - Hypselopus Burmeister, 1835
  - Megalotomus Fieber, 1860
  - Melanacanthus Stål, 1873
  - Mirperus Stål, 1860
  - Nariscus Stål, 1866
  - Nemausus Stål, 1866
  - Neomegalotomus Schaffner & Schaefer, 1998
  - Oxycranum Bergroth, 1910
  - Riptortus Stål, 1860
  - Robustocephalus Ahmad, Abbas, Shadab & Khan, 1979
  - Stachyocnemus Stål, 1870
  - Tenosius Stål, 1860
  - Tollius Stål, 1870
  - Tupalus Stål, 1860
  - Zulubius Bergroth, 1894
- sottofamiglia Micrelytrinae
  - tribù Leptocorisini
    - Bloeteocoris Ahmad, 1965
    - Grypocephalus Hsiao, 1963
    - Leptocorisa Latreille, 1829
    - Mutusca Stål, 1866
    - Stenocoris Burmeister, 1839

  - tribù Micrelytrini
    - Acestra Dallas, 1852
    - Anacestra Hsiao, 1964
    - Bactrocoris Kormilev, 1953
    - Bactrodosoma Stål, 1860
    - Bactrophya Breddin, 1901
    - Bactrophyamixia Brailovsky, 1991
    - Calamocoris Breddin, 1901
    - Cydamus Stål, 1860
    - Darmistus Stål, 1860
    - Dulichius Stål, 1866
    - Esperanza Barber, 1906
    - Eudarmistus Breddin, 1903
    - Longicoris Ahmad, 1968
    - Marcius Stål, 1865
    - Micrelytra Laporte, 1833
    - Paramarcius Hsiao, 1964
    - Paraplesius Scott, 1874
    - Protenor Stål, 1868
    - Slateria Ahmad, 1965
    - Stachyolobus Stål, 1871
    - Trachelium Herrich-Schäffer, 1850
    - Tuberculiformia Ahmad, 1967

  - tribù Noliphini Ahmad, 1965
    - Cosmoleptus Stål, 1873
    - Lyrnessus Stål, 1862
    - Noliphus Stål, 1859
    - Orthriocorisa Scudder, 1890 †